# 鷗外・ナウマン論争

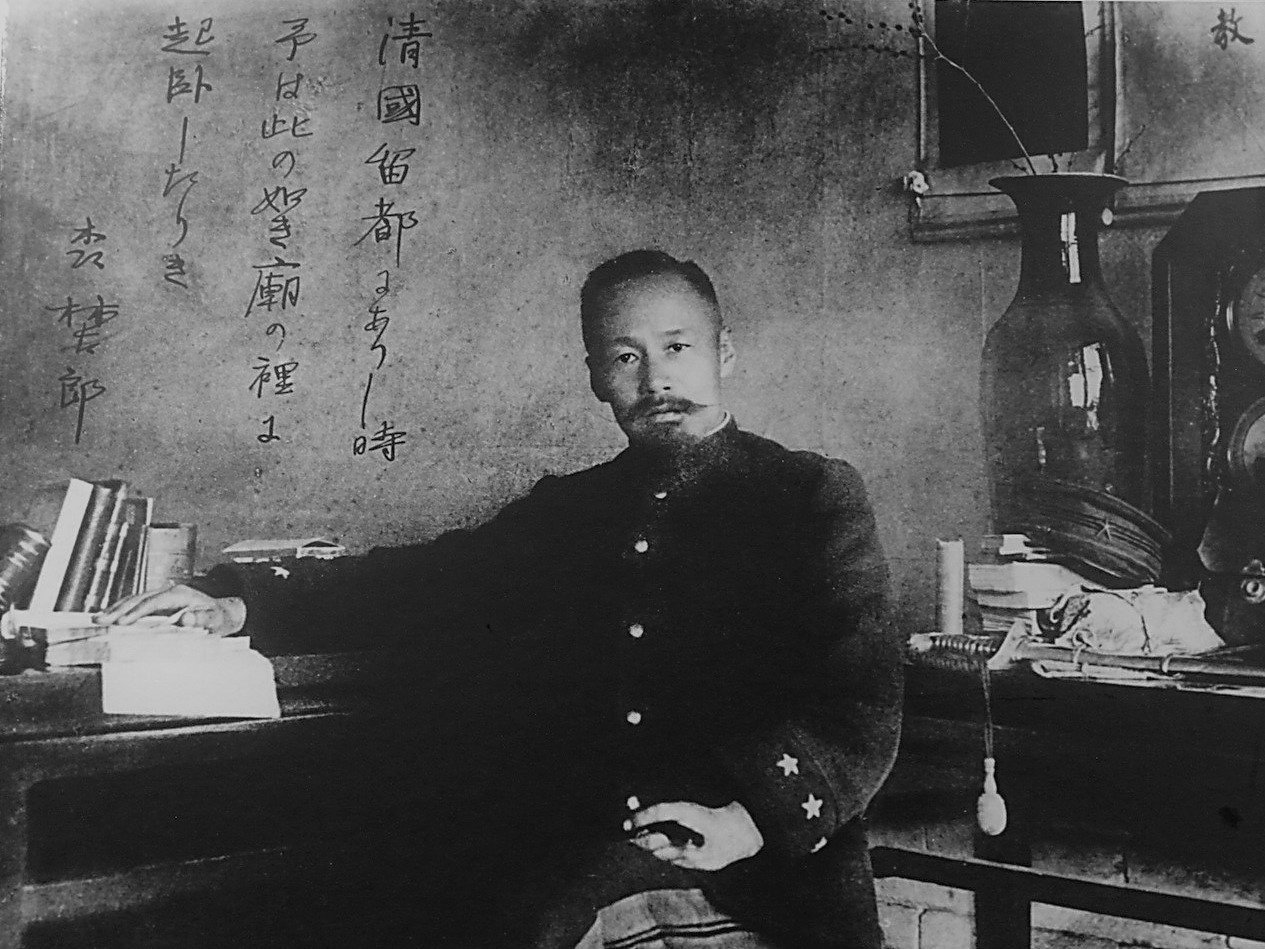
森鷗外

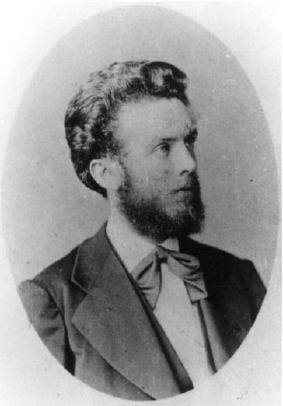
ハインリッヒ・エドムント・ナウマン

鷗外・ナウマン論争（おうがい・ナウマンろんそう）とは、森鷗外とハインリッヒ・エドムント・ナウマンの間で起きた論争。
1886年（明治19年）、ドイツ帝国のドレスデンにおいて、ナウマンは日本及び日本人に関して講演した。そして同日の晩餐会でもスピーチをすると、その内容に対し同席していた鷗外がその場で反論した。その後、ミュンヘンの新聞において日本と日本人に関するナウマンの論文及び講演抄録が掲載されると、鷗外は反論を発表し、両者が紙面上で意見を戦わせた。

## 背景
森鷗外（森林太郎）は東京大学 (第1次)を卒業後、大日本帝国陸軍の軍医部に入った。そして陸軍からドイツ留学の機会を得ることができ、1884年（明治17年）にドイツへと渡った。ドイツではまず、ライプツィヒ大学で1年間衛生学と栄養学を学び、その後ドレスデンで軍医のための講習を受け、軍医監のウィルヘルム・ロートらに学んだ。
ハインリッヒ・エドムント・ナウマンは1875年（明治8年）にお雇い外国人として来日し、東京開成学校教授、東京大学 (第1次) 教授を経て、地質調査所の立ち上げにかかわった。日本滞在中は地質調査のため日本各地を回った。後任となる原田豊吉が留学先のドイツから帰国すると職を解かれ、1885年にドイツに帰国し、ミュンヘン大学の無給講師となった。

## ドレスデンでの講演
2人が論争するきっかけとなったのは、1886年（明治19年）3月6日にドレスデン地学協会で開かれたナウマンの講演であった。ドイツ帰国後のナウマンは各地で講演に招かれ、1886年2月にはウィーンで、4月にはベルリンで、日本に関して講演している。ドレスデンでの講演もそのうちの1つであり、タイトルは「日本列島の地と民」であった。
この講演を聞いていた1人が鷗外であった。鷗外はドレスデンでの講習を終え、次の目的地であるミュンヘンに移動する予定となっていた。しかしドレスデン地学協会から誘いを受けたので、これに出席してからドレスデンを離れることにしていた。
この日の様子は、鷗外が留学時代につけていた日記をまとめた『独逸日記』で描写している。それによると、このときの講演内容は後述する『アルゲマイネ・ツァイトゥング （Allgemeine Zeitung）』紙に掲載されたものと似たものと考えられる。また、ナウマンは講演の際に「何故にか頗る不平の色」があったという。鷗外はナウマンの話す日本論に不満であったが、講演の場では反論する機会は無かった。しかし講演が終わった後、晩餐会でのスピーチでナウマンが「私は長く東洋にいたが、仏教には染まらなかった。なぜなら、仏教では女子には心が無いと教えているからだ」といったことを話したので、立ち上がり、「仏教では女の人も多く覚者となっている。心が無いということは無い」という趣旨で反論した。そして、「請うらくは人々よ、余とともに杯を挙げて婦人の美しき心の為に傾けられよ」と述べた。
講演後、ウィルヘルム・ロートは鷗外に向かって、「Immer verschmitzt! (いつものようにやったな)」と言った。また翌日、鷗外を駅まで見送りに来た志賀泰山と松本脩（松本収）に対し、フィンランドの医師ワールベルヒ（C. F. von Wahlberg）は、「諸君は森子に謝せざるべからず。森子は談笑の間能く故国の為に冤を雪ぎ讐を報じたり」と述べた。
3月14日、鷗外はこの出来事を日本にいる弟の三木竹二（森篤次郎）に手紙で知らせ、6月に返信が届いた。その返信によれば、篤次郎はナウマンの話を読んだときは「怒気ノ腔ニ満チテ身ノ置ク所ヲ知ズ」というほどの怒りを感じた。しかし鷗外の反論は「実ニ一大快事」で、この反論箇所を読んだときの心情を「怒気氷ノ如クニ解ケ、感喜ノ余、数行ノ涙止ムルヲ得ザリシ」とつづった。

## 紙面での論争

### ナウマンの論文
ナウマンはミュンヘンの有力新聞である『アルゲマイネ・ツァイトゥング」の付録となる『Beilage zur Allgemeinen Zeitung』1886年6月26日号および6月29日号に、論文「日本列島の地と民(Land und Volk der japanischen Inselkette)」を発表した。この論文では、まず、日本の風土や歴史について記載され、次に、東京から富士山に行く際に見える景色が紹介されている。続いて、ナウマン自身の実体験をベースにした四国の紹介があり、吉野川などについて述べられている。さらに日本人の風俗習慣などについての説明がある。
また、同じ『Beilage zur Allgemeinen Zeitung』の1886年6月30日号にもナウマンの日本に関する記事が掲載された。ただしこれは、ナウマンがミュンヘンで講演した内容を記者がまとめた抄録記事で、ナウマン自身が書いたものではない。内容は、先の論文と共通したものが多いが、抒情的な面がある先の論文と比べ、より即物的な書き方となっている。
この論文または抄録記事に記載された内容のうち、のちに鷗外との間で論争になったのは、主に以下の箇所である。なお、カッコ内の符号a - hとタイトルはナウマンの原文にはなく、符号は便宜上つけたもの、タイトルはその後の鷗外の反論で用いられたものである。
- (a：日本人とアイヌ)先住民族であるアイヌは日本人の間で軽蔑され、半未開人として捕虜のような境遇にある。アイヌの起源は謎であるが、中国から詳しい資料が得られるであろう[24]。
- (b：衣食住）日本人は体力と耐久力があるにもかかわらず、我々からしてみれば粗末な食事をとっている。住居と衣服は夏を考慮して作られており、冬は家族全員でこたつに入る。衣服の材料は木綿か絹で、奥地では人はほとんど裸で歩いている[25]。
- (c：健康状態)日本人は体を清潔にするために熱い湯に入るが、下着や衣服は汚く、伝染病や寄生虫の発生がおびただしい。盲人の数は多く、彼らがマッサージをしている姿は異様に映る[25]。
- (d：風俗習慣)女性は結婚の際に眉を剃り落とし、歯を黒く染める。また、子供が6歳になるまで乳を飲ませるので老け込むのが早い。日本人の目は習慣により蒙昧に陥っている。家康の法律は、諸侯と旗手[注釈 1]は8人の側室、サムライは2人の側室を置くことを認めている。大都会では金持ちが妾を置くことはあるが、それは例外であり、家庭にいるのは1人の主婦である[26]。
- (e：芸術)日本絵画とヨーロッパの芸術は目指すところが異なるので、油絵を導入することは日本絵画の衰退をもたらすであろう[27]。
- (f：宗教と伝説)仏教徒は独身と出家が救いであると考えている。この考えが、先祖を崇拝する日本人や中国人にどうして受け入れられたのであろうか。中国人は祖先を男女問わず霊廟にまつっているのに、どうして女性は霊魂を持たないという説を受け入れたのであろうか。また、土佐には美女が大蛇に化けるという言い伝えがあり、蛇淵という谷がその蛇の棲み処である[28]。
- (g：国際貿易への関与)日本人はヨーロッパの優越性を認めて接近したと認識されており、これは日本人の優秀さと知性の証拠とみなされている。しかし、これは当を得たものではない。日本は内から開国したのではなく、外からの力で開国させられたのである。また、日本の風俗習慣はヨーロッパと異なっているので、ヨーロッパの文明が日本に取り入れられても同じ文明が継承されることはない。新しい制度は、合理性を追求して日本に導入されたのではなく、時代の流れに沿ったというだけの理由で取り入れられる場合が多い。例えば、お雇い外国人の助言はそのまま受けいれられている[29]。
- (h：日本の将来)日本の将来については、「塩水中の蛙」という日本のことわざをもって答えたい。ヨーロッパ文化をそのまま受容するだけでは民族の没落を招くであろう。このような話がある。王政復古の年のころ、日本人が蒸気船を購入した。訓練を受けた日本人はその船で外洋へと出て行ったが、帰港の際、止め方を習っていなかったので、止まるまで港内をぐるぐる回り続けるしかなかった[30]。

### 鷗外の反論
鷗外の留学時代の日記である『独逸日記』はつけ忘れが多く、ナウマンの論文を読んだ日の感想は記されていない。
ナウマン論文の発表2か月後となる9月14日、鷗外は反論の執筆に取りかかった。そして論文作成後、ドイツ人の友人に添削を受けてから、師であるマックス・フォン・ペッテンコーファーの紹介を得て、12月17日に『アルゲマイネ・ツァイトゥング』編集局に持参した。原稿を確認した編集局長は疑いの目で鷗外を見て、君が自分でこれを書いたのかと尋ねたという。その場では掲載の可否について返事は得られなかったが、翌日には掲載が決まり、鷗外のもとに印刷された原稿が届けられた。そして12月29日の「Beilage zur Allgemeinen Zeitung」（第360号）に、「日本の実情(Die Wahrheit über Nipon)」と題された鷗外の論文が掲載された。
論文では、ナウマンの記述のうちa - hの8つを取り上げ、下記のように反論している。
- (a：日本人とアイヌ)アイヌは日本人の間で特に高い尊敬を受けているわけではないが、日本政府はアイヌに温情を持って処遇し、発展を助成している。日本全土がアイヌのために開放されており、捕虜的状態などありえない。アイヌの起源について、中国の資料は日本ですでに知られたものであり、その中の28巻の年代記[注釈 2]にも記載がほとんどないので、中国から詳しい資料が得られるという根拠はない[33]。
- (b：衣食住）食事については、人間が吸収する栄養素の量と質のみにかかっており、ナウマンの栄養に対する考えが正しくないと推定される。日本人の食事について詳しくはボートー・ショイベ（英語版）の論文や私の論文を参照されたい。衣服と住居については詳細な研究を公表する予定なので深く立ち入らないが、奥地に行くと人がほとんど裸で歩いているというのは、それを禁止する法律（違式詿違条例）がある[34]。
- (c：健康状態)ナウマンが伝染病の発生数をどのように求めたのか不明であるし、どの国と比べて死者数が多いとしたのかも不明である。日本は衛生局があり毎年報告が出されているのでナウマンも目を通しておくべきだった。1880年から1883年まで、日本の伝染病および風土病による死者数は全死者数の6.6%であるが、同時期のザクセンでは9.9%である。盲人の数は分からないが、日本では他の国より盲人が職を得て街に出ることが多いので、そのぶん街で見かける機会も多くなるのであろう[35]。
- (d：風俗習慣)結婚後の女性が眉を剃り歯を黒く染める風習は、最近はほとんど見られない。日本に美的感覚が無いのは、古代ギリシャのような高度な美観を有する民族と接したことがないからだ。また、乳母ではなく母親が授乳するのは褒められるべきであるし、6歳という年齢はどこから引用したか不明である。側室に関しては、徳川家康の時代の話は現在の政府とは無関係であり、ヨーロッパと事情は同様である。現在の日本では側室を持つ人は例外である[36]。
- (e：芸術)日本画は油絵の導入により、より高度な芸術感覚を獲得するであろうし、それによって日本画の独自性が消えることもないであろう[37]。
- (f：宗教と伝説)仏教は宇宙の森羅万象に神を認め植物も大地も霊魂を持つ。どうして女性は魂が無いと主張できるであろうか。また、女性が蛇に化けるという口伝があることは事実だが、現在でもこのようなことが起こると信じられていると断定することはできない[38]。
- (g：国際貿易への関与)日本が外から開国されたのは議論の余地がなく、日本は昔から受け身の立場で外からの文化を受け入れてきた。古代の日本は多くの未開の部族が住んでいて、一部は穴居族であった。現在の皇室は2500年前に外から来てこれらを征服したのだ。また、日本は衣食住の材料を自給自足できていたので、内的要求から開国したのではないことも確かである。ナウマンは、日本人はヨーロッパの優越を認めていなかったので知性が無いと言っているが、身勝手な主張である。至るところで平和を乱しているヨーロッパ人に入国を認めなかったのは当然であるし、それはヨーロッパの文化力が日本より高いことを認めることとは矛盾しない。林子平など、ヨーロッパの高い文化力を知っている者もいた。またナウマンは、日本がヨーロッパの模倣をしたことを批判している。しかし新たに国際貿易に参加するものが新たな制度を作り上げる必要はないし、日本がどの点で無批判に模倣したのか、何が日本を害するものなのか、ナウマンは実例を1つも挙げていない[39]。
- (h：日本の将来)まず、「塩水中の蛙」ということわざは聞いたことがない。次に、ナウマンはヨーロッパ文化の受容が日本の没落を招くというが、そのヨーロッパ文化とは何なのか。ヨーロッパ文化が自由と美との認識を本質とするものならば、それが没落を招くとはいえない。仮にヨーロッパ文化が武器、火酒、阿片、伝染病のことを言っているとするならば、日本を破壊させる可能性はあるが、今のところ日本はその侵入に対し身を守っている。蒸気船の例えは作り話である。日本も近代化の動きの中でこのような失敗例はあっただろうが、成長する際に失敗するのは当然である[40]。

発表後、鷗外は論文の載った新聞を日本に送った。そして弟の篤次郎らによって論文は周囲に広まった。呉秀三は大学の休み時間に論文を音読して聞かせた。さらに1887年（明治20年）、『東京日日新聞』の4月6日、7日、9日号に3回に分けて、小池正直の手により意訳が掲載された。ただしこの記事は当時の読者の注意を引かなかったと考えられている。

### ナウマンの反論
鷗外の論文を受けて、ナウマンは「森林太郎の『日本の実情』(Rintaro Mori's "Die Wahrheit über Nipon")」と題する論文を書いた。これは1887年1月10日及び11日の『アルゲマイネ・ツァイトゥング』10号及び11号に掲載された。
ナウマンはまず、鷗外が批判しているナウマンの講演抄録はナウマン自身の筆によるものではなく不正確だということを指摘した。そして、自分の論文や講演には日本人を否定的に扱ったものではないということを述べた。それにもかかわらず鷗外がこの論文に怒ったのは、最後の蒸気船のエピソードが原因だろうと推測した。
鷗外が批判した箇所に対しては、以下のように答えている。
- (a：日本人とアイヌ)中国の資料については、後漢時代の史書のなかで、日本について詳しく論じられている。アイヌについては、私は軽蔑される地位にあると主張したが、これは森氏の述べている「高い尊敬を受けているわけではない」ということと同じことではないか。また、私は講演で「未開に近い状態にとらわれているエゾの住人」と述べたが、この「とらわれている（Befangenheit）」という言葉が、抄録では虜囚状態にある（Gefangenschaft）と記されてしまったのであろう[47]。
- (b：衣食住）ショイベの論文ならば私も参照した。私は、我々の国から見ると粗末に見える日本人の食事と、日本人の体力・耐久力には矛盾があるように見えるが、それは見かけ上の矛盾であると述べたのだ。裸で歩くことを禁ずる法律は知っているが、私は、田舎で労働者が裸で歩いている例や、町に近づくと上着を取り出して着替える例を何度も見た。これは法律と習俗との間の葛藤であろう[48]。
- (c：健康状態)私は日本人の下着と衣服について述べ、ふとんカバー（Bettstücke）を取り換える習慣はないと述べた。下着の話から死亡率へと飛躍するとは思わなかった。日本人の盲人については、ラインも、人数が多いことを報告し、天然痘が原因としている。私はこれ以外の理由として、冬に家の中に煙が立ち込めること、採光が悪いこと、夏の日差しが強いこと、適切な治療のできる医者がいないことを挙げておく[49]。
- (d：風俗習慣)私が見た限りでは、女性が眉を剃り歯を黒く染める風習が破棄されているケースはいまだ例外に属する。森氏は、私が日本人のことを悪趣味だと言っていると思い込んでいるようだが、私は日本人に対して良い意見を述べているのだ。授乳年齢については、私ははっきりと年齢を言ったのではなく、4歳から6歳ぐらいの子供が母乳を飲んでいる姿を目にしたと述べたのだ。側室に関し、家康の法律は現在に至るまで影響が残っている。そうでなくても、そもそも私の記述には非難の意味合いはない。普通の家庭には1人の主婦がいて、秩序正しい生活を営み、婦人には敬意をもつべきだと言われている、と繰り返し書けば森氏も満足するであろう[50]。
- (e：芸術)東洋芸術と西洋芸術は異なる前提と目的を持つ。日本芸術はルイ・ゴンス（英語版）やアーネスト・フェノロサによって評価されている。日本芸術は西洋芸術の後を追うよりも、これまでの道を歩み続けたほうが良いことは確かである[51]。
- (f：宗教と伝説)森氏は仏教とブラフマーの教えとを混同している。ラインの『日本』には、仏教では女性は魂を持たないと書いてある。高野山が女人禁制であることも思い出していただきたい。蛇の伝説は、民族の心情を反映しているものとして紹介したのであって、日本の無教養な田舎の民衆を見下すものではない[52]。
- (g：国際貿易への関与)ドイツの大衆は、日本の歴史的事実に精通しておらず、日本が自発的に開国した、という見方が普通になっている。なお、森氏は穴居族について触れているが、その穴は住居ではなく古墳である。また、開国前の日本に、ヨーロッパの高い文化を知っていた者が数人いたとしても、民衆の間でそれが知られていたわけではない。模倣について実例を挙げておく。日本政府は森林管理のために官庁を作ったが、職員には基礎的教養が欠けており、また、農地を作るために農民によって山火事が起こったりしている状態である。形式的には整備されているが実体がないのである[53]。
- (h：日本の将来)ことわざは「井の中の蛙大海を知らず」のことだ。西洋の学問を導入することで学問は促進するであろう。しかし西洋の文化全般を受け入れて自分自身の歴史・文化を忘れるならば、それは強化ではなく弱体化である。日本人は過去を思い出し、それを基盤としていっそうの進歩を図るべきである[54]。

### 鷗外の再反論
鷗外はナウマンの論文を読み、1月11日の日記で「尤も笑ふ可きは日本顚覆の一段を筆記者の誤となして抹却し去らんと欲する一事なり。何ぞ其れ怯なるや」と記している。そして続けて、反論を書いて師匠に見せたと記している。しかし論文を見せるまでの期間が短すぎるので、この箇所は1月11日当日に書かれたものではないだろうと考えられている。
鷗外の再反論は「日本の実情・再論(Noch einmal "die Wahrheit über Nipon")」と題し、2月1日に掲載された。この論文では、当初のナウマンの講演抄録に記されていた複数の点（例えば、アイヌは捕虜のような境遇であること、奥地では裸で歩いていること、伝染病に関すること、日本絵画が衰退の危機に瀕していること）は、次のナウマンの論文で訂正が入ったので、大部分の点で私と一致したと述べた。そのため、論争は終結したと宣言した。
しかし、いくつかの点で意見がなお食い違っているとして、以下の2点について主張を述べている。
- (a：日本人とアイヌ)ナウマン氏は中国の資料について、後漢時代の史書のなかで記載されていると言った。しかしそれはまさに、私が先の論文で触れた28巻の年代記の第3巻（『後漢書』）に他ならない。『後漢書』の日本に関する記述は詳細とはいえない[59]。
- (g：国際貿易への関与)穴居族については、黒川という学者により詳細な研究がなされている。『古事記』や『万葉集』にも記載があり、神武天皇が洞穴に住む未開人と戦ったという記録もある[60]。

この鷗外の論文を読んだナウマンは、その日の夕方にナウマン宅を訪れた弟子の横山又次郎に対し、不機嫌そうに「森が復書いたな」と言ったという。ナウマンによる反論は書かれることなく、ここで論証は終結した。

## 論争後
1911年（明治44年）、陸軍省医務局からドイツ語の論文集『Japan und seine Gesundheitspflege』が発行され、ここには、当時医務局長だった鷗外のドイツ語論文のほとんどが収録された。ナウマンに対する論文も収録されたが、鷗外の手により修正が加えられている。例えば題名の「Nipon」は「Japan」と書き換えられ、ナウマンの名前はすべて頭文字の「N」に書き換えられている。この論文集は一般に知られることはなかった。
1928年（昭和3年）、ナウマンの弟子で論争当時ドイツにいた横山又次郎は、『文藝春秋』1928年4月号に「森鷗外ドクトル・ナウマンを凹ます」という記事を書き、ドレスデンでの講演や、その後の紙面での論争について記述した。論争から40年以上が経過しているこの時期に横山がこの記事を書いた理由は定かでないが、矢島道子は、論争が一般に知られていないので記録のために書き残したのだろうと推測している。
1933年（昭和8年）『鷗外全集』（鷗外全集刊行会）の中の『鷗外拾遺』で鷗外の論文が収録された。さらに1937年（昭和12年）には『鷗外全集』（岩波書店）に『独逸日記』が収録された。論争が一般に知られるようになったのは岩波書店の全集刊行以降であると考えられている。ただし全集に収録された論文は、『Japan und seine Gesundheitspflege』掲載のもので、新聞に掲載された原文を参照することはできなかった。
小堀桂一郎は子安美知子の協力のもとミュンヘンのバイエルン図書館からオリジナルの新聞記事を見つけ出し、1967年（昭和42年）に原文を雑誌『比較文学研究』13号、1968年（昭和43年）に日本語訳を雑誌『Neue Stimme』8号に掲載した。そして1969年（昭和44年）、鷗外・ナウマンの論文和訳に自らの研究を加え、著書『若き日の森鷗外』として発表した。この小堀の著書によってはじめて、論争の全貌が日本で広く知られるようになった。
以降、小堀の資料を参考に複数の研究論文が出されるようになった。また、藤元直樹は2010年（平成22年）、東京大学総合図書館所蔵の資料から、論文が掲載された新聞が『アルゲマイネ・ツァイトゥング（Allgemeinen Zeitung）』本紙ではなく、付録の『Beilage zur Allgemeinen Zeitung』であることなどを明らかにした。

## 評論
ナウマンが日本を貶めているかのように思われる講演および論文を発表した背景として、日本に対する恨みがあったという説がある。鷗外も、ドレスデンでのナウマンは「不平の色」があったと述べている。これには、ナウマンは日本で解雇され、志半ばでドイツに帰らなければならなかったという、自身の待遇が関係していると考えられている。また、元々ナウマンは血気盛んで、弟子に対して厳しく、不遜なところもあったので、このような性格が講演での態度に影響しているとも考えられている。これに対し、ナウマンは日本での送別会で四国で覚えたという踊りを自ら楽し気に披露したり、ドイツ帰国後も地質調査所の佐川栄次郎と会談したりしていたことから、日本への恨みはなかったという反論もある。
ドレスデンでの鷗外の反論は、鷗外自身によれば、皆が称賛して大成功に終わったという。しかし山崎國紀は、口頭での反論であったので学問的な反論にはなり得なかったのではないかと述べている。
ナウマンの論文全般について、小堀桂一郎は、修飾が多く、科学者らしい明晰な文体ではなく、格調高い文章とは言えないと述べている。一方で内容については、日本の土地及び日本人をよく観察していると評しており、特に、富士登山に関する箇所や、土佐の民俗の話は興味深いと述べている。山崎國紀も、ナウマンの四国に関する内容は「まことに精細かつ人間的で興味が尽きない」と評している。一方で山崎は、講演の抄録として掲載された内容は、内容は論文と同じ方向性にあるが、書きとった記者により言い方が拡大されている部分があることを指摘している。鷗外が論文で批判したのは、論文よりもこの講演抄録で記述された箇所が主となっていた。
具体的な論争内容に関して、小堀は、論点a - hについて、個々に見解を述べている。その中で、論争の最大の焦点は（g：国際貿易への関与）と、（h：日本の将来）であるとした。そして、日本の近代化が外発的か内発的かという論争については、論争後の1911年（明治44年）に発表された夏目漱石の講演『現代日本の開化』を引用し、ナウマンは漱石が後に考えるような日本の外発性の問題を、単純な観察ではあるが言及していたと指摘した。この主張に対し鷗外が反発した理由として、小堀は、ナウマンの白人優越的な考えが原因だとした。しかし鷗外はそのことに触れず、日本は明治以前から外国の知識を取り入れていたと反論したのだが、ここで日本固有の文化について述べても議論はかみ合わないだろうから鷗外の対応は正しく、杉田玄白などに触れても良かったと述べている。（h：日本の将来）に関しては、日本が西洋文明をそのまま取り入れているというナウマンの指摘に対し鷗外は反論しているが、ナウマンの述べているところを公平に見ると、鷗外が日本に抱いていた警告と一致するところがあるとして、「この点にこそ、この論争事件の最大の生産的意義があった」と述べている。
山崎國紀は、奥地では裸で歩いているということや、お歯黒に関する論争の中で、ナウマンが日本各地を調査した経験に基づいて日本の実態を述べているのに対し、鷗外は机上論的であると述べ、当時の鷗外の稚さを指摘している。また、論争当時の鷗外は、芸術に関する論争で見られるように西洋の文明を積極的に導入しようとする立場であったが、後年になると保守主義者の立場に変化していったことを指摘している。そして、この変化の原因の1つがナウマンとの論争にあったと推測し、鷗外はナウマンの主張に感情的には反発しつつも、結果的に影響を受けざるを得なかったのではないかと述べている。
加藤周一は、ナウマン論文の論点を、日本社会の後進性を批判する点、無差別の西洋化が日本を弱体化するという点、日本人が過去の自国を軽視しているという点の3点に分類した。そして、当時の鷗外にとっては第1の点に反論することは容易であったが、第2・第3の点に答えるのは難しく、日本の伝統文化を世界史の中で見直す必要があった。鷗外はそのことに気づいたので、その後は、西洋の技術を受け入れつつ日本の伝統も尊ぶという態度をとるようになったのではないかと述べている。さらに、鷗外が1914年（大正3年）に発表した小説『堺事件』は、「ナウマンへの晩い回答として書いたのかもしれない」と推測している。
横山又次郎は、鷗外の再反論に対してナウマンは反論しなかったので、「筆戦の常法に依ると、鷗外が勝利を得たことになる」と述べた。竹盛天雄は、横山の言うように、最後に筆を執った方が勝ちという印象は否めないが、真の勝利者は鷗外とは答えにくいと述べている。その理由として、ナウマンは、日本の近代化が模倣であるという事情に多くの日本人は無自覚であるということを批判しているが、鷗外はそれに対して十分に反論できていないことを挙げている。そして鷗外もそれには気づいていて、そのため、今後この指摘に対してどのように応答すべきかを考える責任が生じたのだと考えている。
矢島道子は、ナウマンは論文で鷗外を罵ったり、日本への不満を述べたりしている箇所は無いことなどを指摘し、ナウマン自身は日本に対する不平はないと考えた。一方当時の鷗外は日本がヨーロッパに比べ遅れていることで嘲笑されていると感じることがあったと推測し、新興国日本の立場として、ヨーロッパに負けまいとする感情があったのだろうと述べている。
藤元直樹は、ナウマンの最初の論文掲載から鷗外が反論を書き始めるまで2か月以上経過していることに注目した。この時間差について小堀は、論敵や第三者を承服させるような立派なドイツ語で書かねばならなかったからだと述べているが、藤元は、それは起草までに時間を要した理由にならないとして、日本からの反応が理由だと考えた。すなわち、ナウマンの論文が日本に届き、弟の篤次郎がその内容に激昂して鷗外に反論を要請し、その手紙が鷗外の手に渡ってから反論を書き始めたと考えれば自然な展開となると考えた。そして、鷗外がナウマンに反論したのは、家族という観客がいたことが大きな要因だと述べた。
鷗外が論文の中でヨーロッパ文明の特色として「自由と美の認識」と述べた箇所は、鷗外のヨーロッパの文化に対する考えを一言で述べた言葉として取り上げられることがある。木下杢太郎は、早い時期にこの箇所に注目している。そして、この記述はヨーロッパ文明に対する最大の賛辞であり、そしてこの考えは鷗外の生涯を通じて変わらなかったのではないかと述べている。